# Sconosciuti da una vita
Sconosciuti da una vita è un singolo dei rapper italiani J-Ax e Fedez, pubblicato il 27 ottobre 2017 come unico estratto dalla riedizione dell'album in studio Comunisti col Rolex.

## Tracce
1. Sconosciuti da una vita – 3:00

## Classifiche
| Classifica (2017) | Posizione massima |
| ----------------- | ----------------- |
| Italia            | 2                 |